# Materialseilbahn Bulembu–Barberton
| Materialseilbahn Bulembu–Barberton (†)                       | Materialseilbahn Bulembu–Barberton (†)                       |
| ------------------------------------------------------------ | ------------------------------------------------------------ |
| Die Seilbahn auf ihrem höchsten Punkt, Blickrichtung Bulembu |                                                              |
| Standort:                                                    | Bulembu Eswatini, Barberton, Südafrika                       |
| Bauart:                                                      | Zweiseilumlaufbahn                                           |
| Baujahr:                                                     | 1939, 2001 eingestellt                                       |
| Berg:                                                        | Makhonjwa Mountains                                          |
| Talstation:                                                  | Bahnhof Barberton, 877 m                                     |
| Höhendifferenz:                                              | 111 m, Gipfelhöhe auf 1607 m: 730 m                          |
| Bergstation:                                                 | Bulembu, 988 m                                               |
| Streckenlänge:                                               | 20.360 m                                                     |
| Anzahl der Gondeln:                                          | Loren: 242 Stk.                                              |
| Anzahl der Stützen:                                          | 52 Stk.                                                      |
| Hersteller:                                                  | Adolf Bleichert & Co.                                        |
| Betreiber:                                                   | Turner & Newall (bis 1991) HVL Asbestos Swaziland (bis 2001) |

Die Materialseilbahn Bulembu-Barberton ist eine stillgelegte Luftseilbahn, die von 1939 bis 2001 Asbest von der Havelock-Mine in Eswatini zum Bahnhof von Barberton in Südafrika transportierte. In die Gegenrichtung wurde Koks für das Kohlekraftwerk in Bulembu befördert. Der Betrieb wurde 2001 eingestellt, als die Mine geschlossen wurde. Die Seilbahn wurde jedoch noch nicht abgebaut.

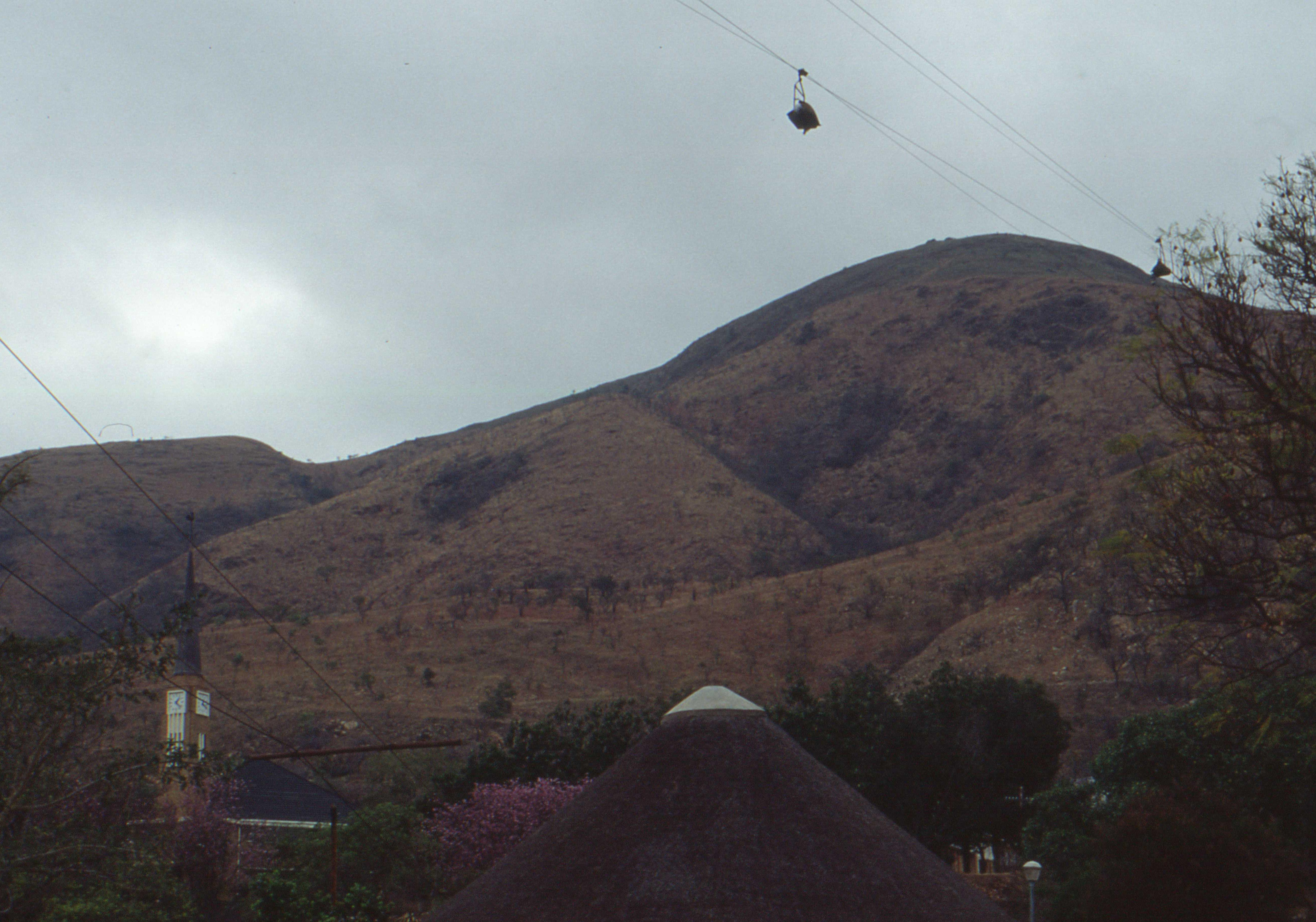
Die Seilbahn hoch über der Stadt Barberton

## Geschichte
Schon um 1882 wurden in der Region von Havelock, wie Bulembu damals hieß, Gold und Asbest entdeckt, doch erst in den 1930er Jahren wurde mit dem Asbestabbau in großem Stil begonnen. Die Mine lag allerdings in den Bergen, die Eisenbahn war nur über eine Passstraße zu erreichen. 1937 begann man daher mit dem Bau einer Materialseilbahn, um das in den Havelock-Minen geförderte Asbest zur nächsten Bahnstation im 1884 gegründeten Barberton nach Südafrika zu bringen. Der Bau erfolgte durch die Leipziger Firma Adolf Bleichert & Co. und wurde im Juni 1939 abgeschlossen. Die über 20 km lange Lorenseilbahn war damals die längste in einer Sektion gebaute Seilbahn der Welt. Die Strecke führt von der Verladestation im Süden Barbertons 730 m hoch auf die Makhonjwa Mountains und von dort über die Grenze zwischen Eswatini und Südafrika hinweg wieder 620 Meter hinunter nach Bulembu. Das größte Spannfeld betrug 1207 m, die größte Höhe über Grund 189 m. Jede Kipplore konnte 200 kg tragen, die Kapazität betrug 13,5 t/h. Die Bahn brachte Asbest zum Bahnhof von Barberton und beförderte in die Gegenrichtung Koks aus Südafrika nach Bulembu, wo damit ein Kraftwerk betrieben wurde. Der Betrieb der Seilbahn erfolgte durch die Minenbetreiber. Das war zunächst der britische Mischkonzern Turner & Newall und nach Zusammenbruch des Unternehmens 1991 die HVL Asbestos Swaziland bis zu deren Insolvenz 2001.
Eine Passstraße, die Regionalstraße R40, führt in Serpentinen unter der Seilbahn zum Grenzübergang von Bulembu. Nach dem Einbruch beim Absatz von Asbest wurde die Mine 2001 geschlossen und damit auch die Seilbahn stillgelegt. Die Seilbahn wurde nicht abgebaut, verfällt aber nun zusehends. Viele Stützen sind beschädigt und auch der geschlossene Bahnhof ist in einem schlechten Zustand (Stand 2011).